# 宇和海 (列車)
宇和海（うわかい）は、四国旅客鉄道（JR四国）が松山駅 - 宇和島駅間を予讃線・内子線経由で運行している特別急行列車である。

## 概要
1990年夏に臨時列車として松山駅 - 宇和島駅間で運転を開始。同年11月に特急「しおかぜ」の一部列車と、急行「うわじま」を統合して定期列車となり、1993年3月には予讃線の松山から岡山・高松方面への8000系化によって捻出された松山運転所所属の2000系気動車により概ね1 - 2時間に1本の運転に増発された。複数の都道府県を跨いで走らない列車であり、運行区間全てが愛媛県内で完結する。
列車名は、八幡浜市以南で時折姿を見せる豊後水道の愛媛県側での別名「宇和海」に由来している。この名前は一般公募によって決められたもので、156票で公募1位であった（以下、2位「道後」3位「坊ちゃん」4位「牛鬼」となっていた）。

## 運行概況
2016年3月26日改正ダイヤ以後は松山駅 - 宇和島駅間で下り17本／上り16本が運転されていたが、後述の通り2021年3月13日改正ダイヤで下り1本（33号）が廃止となり、16往復となった。運転間隔は毎時1本。これは、気動車特急の運行本数としては最多の本数である。
全列車が電車化され、松山駅発着となった「しおかぜ」・「いしづち」の末端区間を担う列車であり、松山駅の1・2番線ホームでの対面乗り換えで両列車に接続している。

### 停車駅
松山駅 - 伊予市駅 - （伊予中山駅） - 内子駅 - 伊予大洲駅 - 八幡浜駅 - 卯之町駅 - 伊予吉田駅 - 宇和島駅
- 伊予中山駅は下り23・25・27・31号／上り2・4・6号のみ停車。
- 松山中央公園野球場（坊っちゃんスタジアム）でのプロ野球開催時、愛媛県武道館でのコンサート開催時、学校の夏休み期間中は、一部列車が最寄り駅である市坪駅に臨時停車することがある。
- 宇和れんげまつりが開催される毎年4月29日には、一部列車が最寄り駅である伊予石城駅に臨時停車する。

### 使用車両・編成
松山運転所所属の2000系による2 - 4両で運転され、全列車が普通車のみでグリーン車は連結されていない。通常時の指定席は1号車の運転席寄りとなる1〜5番A・B・C・Dの20席に設定されている。指定席の位置は2024年9月29日の松山駅高架化に合わせ、宇和島駅寄りとなる1号車に変更された。

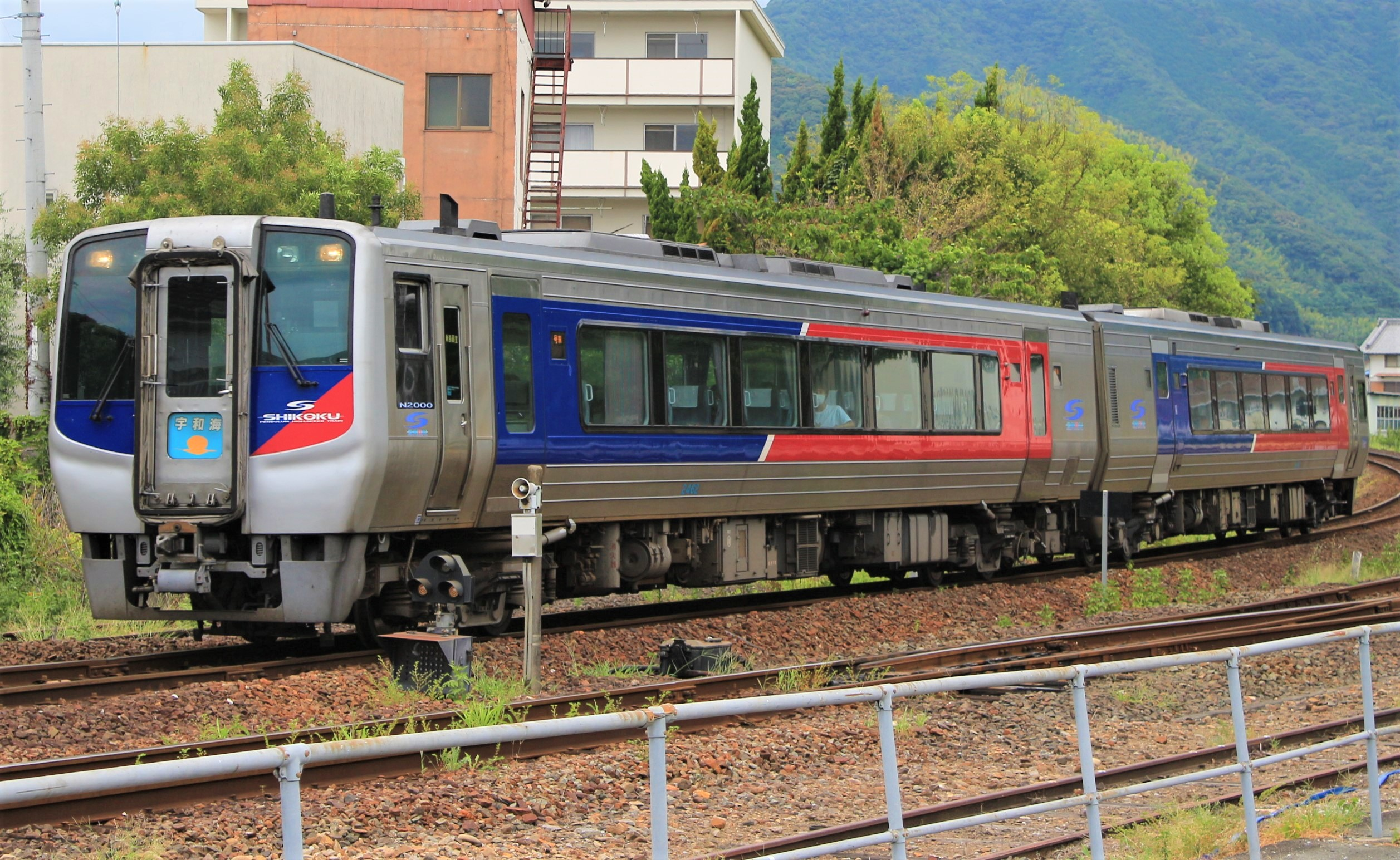
N2000系「宇和海」

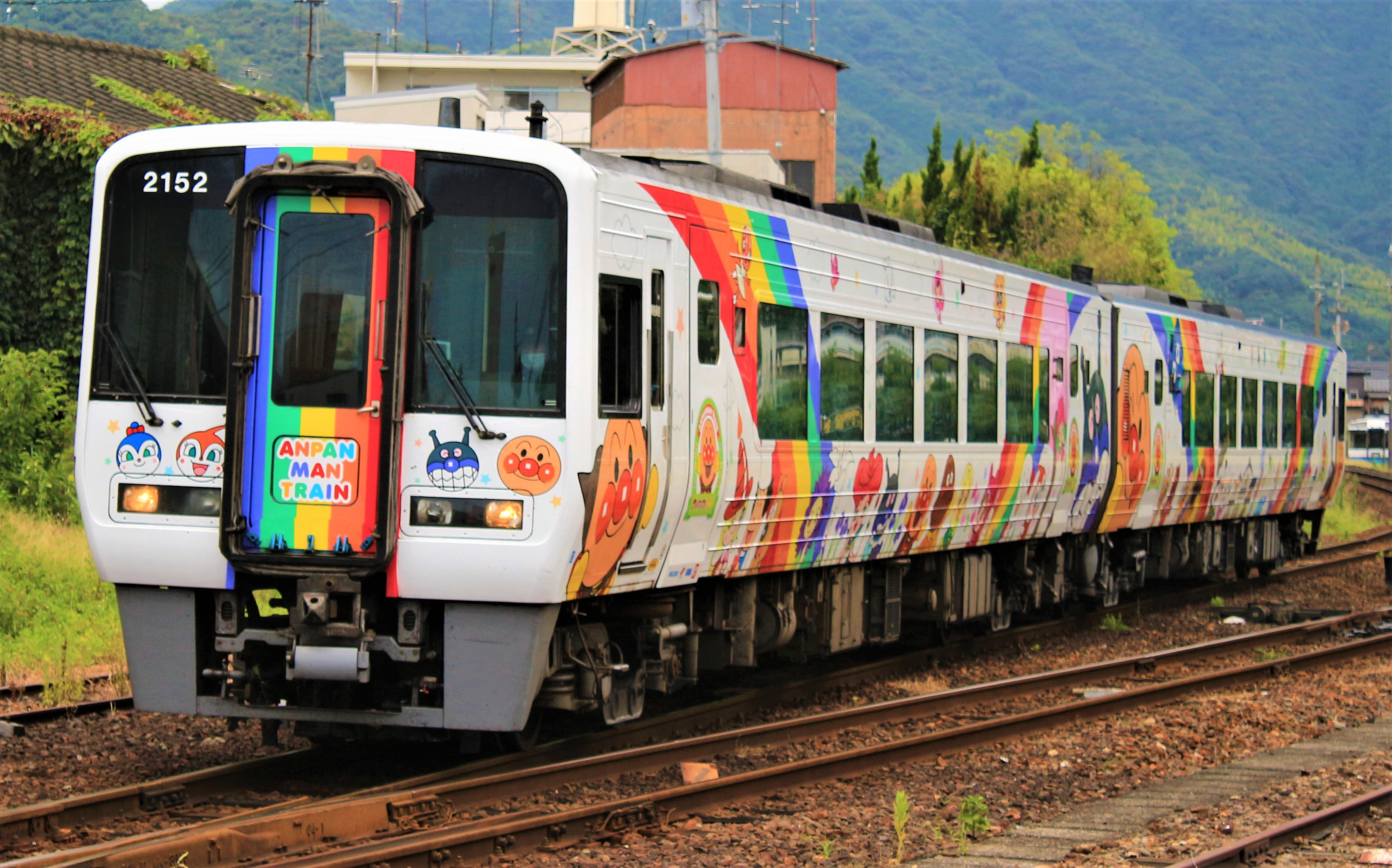
2000系アンパンマン列車「宇和海」

#### 過去の使用車両
- キハ181系気動車：1990年11月 - 1993年3月
- キハ185系気動車：1990年11月 - 1993年3月
- 2000系気動車TSE編成：2018年3月17日まで

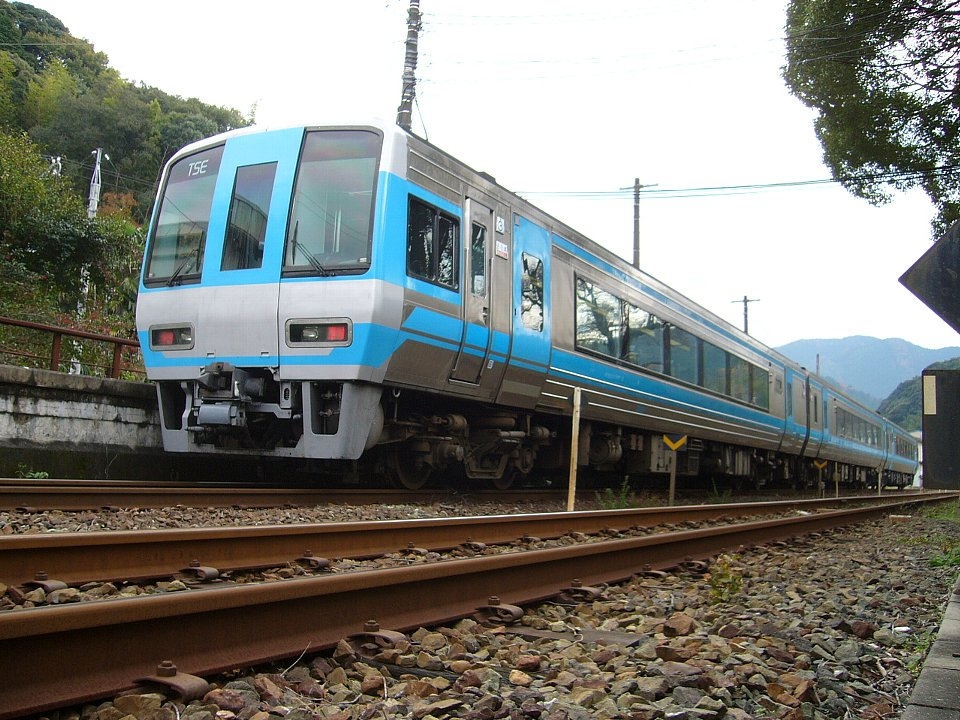
2000系TSE編成「宇和海」

### 臨時列車
うわじま牛鬼まつり開催時、「宇和海」最終便の後発として、臨時特急列車「牛鬼号」が上り（宇和島駅始発）1本のみ運転される。車両は2000系の2両編成が使用され、全席が自由席となる。停車駅は「宇和海」と同一である。

## 利用状況
予讃線は伊予市駅 - 宇和島駅間が電化されていないこともあって、宇和島方面 - 松山駅以東間の移動は、全て松山駅での乗り換えが発生する。松山駅での特急「しおかぜ」・「いしづち」との乗り換えは1・2番ホームで行われており、1番のりば「しおかぜ」・「いしづち」 ⇔2番のりば「宇和海」という対面乗り換えとなっている。
なお、松山駅で「しおかぜ」・「いしづち」に乗り換えて松山駅以遠に向かった場合（その逆も）、特急料金は1990年11月から改札を出ない限り通し計算となっている。西日本旅客鉄道（JR西日本）管轄の岡山駅・児島駅 - 宇和島駅間も2004年（平成16年）12月1日以降は通し計算になったが、それ以前は別個の特急列車とみなされたため新幹線の乗り継ぎ割引（2023年3月31日をもって終了）が適用されず、「宇和海」の特急券が必要で、宇和島駅発着の「しおかぜ」との料金格差が問題視されていた。
内子駅および八幡浜駅を除くほぼ全線で宇和島自動車の特急・急行バスと競合している。

## 沿革

### 1990年代の動き
- 1990年（平成2年）
  - 夏：臨時特急列車として松山駅 - 宇和島駅間でキハ185系気動車を使用して運転開始。
  - 11月21日：特急「しおかぜ」の一部列車と、急行「うわじま」を統合して定期列車化。キハ181系気動車およびキハ185系気動車により4往復設定。
    - 2000系導入に伴う予讃線・内子線の最高運転速度向上により、キハ181系が120km/h[注 4]、キハ185系が110km/hで運転。最短所要時間は1時間30分、表定速度64.6km/hとなる。
- 1991年（平成3年）3月16日：「宇和海」が下り1本増発され、下り5本／上り4本になる。
- 1993年（平成5年）3月18日：「しおかぜ」の8000系電車化によって捻出された2000系気動車を3両編成で「宇和海」に投入（グリーン車つきは4両編成）、1往復を除いて松山駅で系統分割したため13往復になる（キハ181系とキハ185系はこの前日限りで「宇和海」運用から撤退）。停車駅を整理し、伊予中山駅・伊予吉田駅を原則通過とし、所要時間短縮が図られる。最短所要時間1時間15分、表定速度77.5km/h。
- 1994年（平成6年）12月3日：「宇和海」の下り1本を高松発の「いしづち」に変更し、下り12本／上り13本になる。伊予中山駅・伊予立川駅・双岩駅・伊予石城駅の4駅の一線スルー化および弾性分岐器使用により高速化。最短所要時間1時間13分、表定速度79.6km/h。
- 1995年（平成7年）4月20日：「宇和海」が1往復増発され下り14本／上り15本に。これにより日中は1時間間隔で運転とする。
- 1997年（平成9年）
  - 3月22日：松山駅を通過する直通利用の需要に応え、「宇和海」の1往復を岡山駅発着の「しおかぜ」に変更し、下り13本／上り14本になる。
  - 11月29日：モノクラスの3両編成を4両編成で運転とする。

### 2000年代の動き
- 2001年（平成13年）10月1日：予讃線に「アンパンマン列車」が登場。「宇和海」の一部が「アンパンマン列車」として運転開始。
- 2002年（平成14年）10月：予讃線の「アンパンマン列車」がリニューアル（2代目）。
- 2003年（平成15年）10月1日：2000系の試作車両「TSE」が「いしづち」「宇和海」の一部で運転開始。
- 2005年（平成17年）
  - 3月1日：松山駅22時台発の下りを1本増発し、14往復になる。
  - 10月：「アンパンマン列車」の「ばいきんまん号」・「ドキンちゃん号」に「アンパンマンシート」を導入[7]。TSEが「宇和海」専用となる。
- 2006年（平成18年）3月18日：ダイヤ改正により余裕時分が含まれるようになり、一部列車を除いて所要時間が延びて、全列車の平均所要時間は1時間20分程度になる。
- 2008年（平成20年）
  - 3月15日：全車禁煙になる。また、伊予市駅にすべての特急列車が停車するようになる[8]。
  - 12月27日：「アンパンマン列車」始発・終着駅（松山駅・宇和島駅）の車内放送がアンパンマン（戸田恵子）の声で流れるようになる。

### 2010年代の動き
- 2010年（平成22年）
  - 6月1日：ダイヤ修正により、次のように変更。
    - 「いしづち」1・3号の使用車両変更と系統分割により松山駅 - 宇和島駅間運行の列車が設定される。ただし、列車名は「いしづち81号」。
    - 高速道路料金割引による特急列車の減収などに伴い[要出典]、グリーン車連結列車と通勤時間帯に運転する列車を除いて通常時3両に減車。

  - 9月1日：伊予吉田駅への特急列車の停車を拡大。それまで停車していた朝夕の上下2本ずつ計4本に加え、下り9本／上り8本の計17本が停車するようになる[9]。
  - 10月：予讃線の「アンパンマン列車」をリニューアル（3代目）。
- 2011年（平成23年）3月12日：ダイヤ改正により、次のように変更[10]。
  - エル特急の呼称を廃止。
  - 通勤需要をにらみ、松山発早朝5時台に下り1本を増発。23時台の列車を廃止し、松山発宇和島行きの最終を繰り上げ。
  - 「宇和海24号」を「いしづち34号」として宇和島駅 - 高松駅間の直通列車に変更。
  - 「いしづち81号」と、直通と乗り換えの料金差の問題がなくなった昼間の「しおかぜ」1往復（9・22号）の松山駅 - 宇和島駅間を「宇和海」に編入。
  - 伊予吉田駅にすべての特急列車が停車するようになり、1往復のみだった伊予中山駅への停車も「しおかぜ・いしづち10号」と合わせて4往復に増加。ただし、伊予中山駅は臨時停車扱いとなる。
  - グリーン車連結の有無にかかわらず、通勤時間帯以外の列車をすべて3両編成での運転とする。
- 2012年（平成24年）
  - 3月17日：ダイヤ改正により、以下の通り変更[11]。
    - 伊予中山駅の停車が下り5本／上り2本（下り5・23・25・27・31号／上り4・20号）に変更。「しおかぜ・いしづち10号」の伊予中山停車は従来通り。
    - 「アンパンマン列車」として運行される列車が1往復（17・20号）増える。

  - 10月：予讃線の「アンパンマン列車」をリニューアル（4代目）。
- 2013年（平成25年）12月20日：予讃線の「アンパンマン列車」の「アンパンマンシート」をリニューアル。「ばいきんまん号」は「ばいきん城」、「ドキンちゃん号」は「ドキンちゃんの部屋」をイメージした内装となる[7][12]。
- 2014年（平成26年）
  - 3月15日：同年6月から「いしづち34号」を8600系特急電車で運転するために松山駅で系統分割し、「宇和海26号」を増発[13]。
  - 9月24日：通勤通学輸送が好調な平日4両で運転の3・25・22・28号を、平日5両で運転に変更[14]。
- 2016年（平成28年）
  - 3月26日：「しおかぜ」及び「いしづち」への8600系追加投入により松山駅で特急列車の運転を完全に分離、全列車の指定席の連結位置を宇和島方面から松山方面に変更し、通常期のグリーン車連結を廃止した[15]（2150形とTSE(2001)の検査時や、多客期は1号車にグリーン車を連結）。これにより「うずしお」と共に日本で最多運転本数（16.5往復）の気動車特急列車となる。新たに自転車を載せられる「サイクルルーム」を新設した[16][17]。
- 2017年（平成29年）
  - 3月4日：平日の一部列車の通常時2両編成化、休日の3号の1両増結、TSE充当列車の変更がなされた。
- 2018年（平成30年）
  - 3月17日：宇和海2号の運行をもってTSEの定期運行が終了となり、代わりにN2000系が初めて同列車に常用されることとなった。
- 2019年（令和元年）
  - 9月28日：「アンパンマン列車」について、ラッピングを新デザインに変更したうえで2両編成化（通勤通学時間帯の4号の後ろ3両と23・28・29号は一般車を3号車として増結した3両で運転）。

### 2020年代の動き
- 2020年（令和2年）
  - 3月14日：ダイヤ改正により、伊予中山駅停車列車が見直され、下り23・25・27・33号、上り2・4・6号となる。改正前まで停車していた22号は通過となった[18]。また、アンパンマン列車は下り5・11・17・33号、上り4（後ろ2両）・10・16・22号の運転に改められるなどの変化があった。
  - 4月10日：新型コロナウイルス感染症による乗客減により、下り17号と上り16号、さらに4月29日から下り11号と上り10号の計2往復が5月15日まで、ゴールデンウィーク期間中の5月2日から5月6日には下り1・5・15・21・27・33号（33号のみ5月2日から5月5日まで）と上り6・20・22・26・32号が運休[19]。
  - 5月16日：運休の見直しにより、この日から6月12日までの間、下り7・11・15・19・27・33号[注 5]と上り10・14・18・22・32号が運休[20]。
- 2021年（令和3年）3月13日：ダイヤ改正により下り33号が廃止となり、同時刻（松山22時49分発）発の各停内子経由八幡浜[注 6]行きに置き換え[21]。翌日の宇和島発の車両運用の都合上、下り31号の平日は2両+3両、土曜・休日は2両+2両となり下り33号で運行していた2両を連結し宇和島へ送り込みしている。
- 2023年（令和5年）3月18日：JR四国管内ではダイヤの改正はなかったが、編成両数に関して4号が4両、23号が2両となるなど減車が進められた。
- 2024年（令和6年）9月29日：松山駅高架化により、松山駅での「しおかぜ」・「いしづち」との縦列停車を廃止、同一ホームでの対面乗り換えに変更。また、それに合わせて指定席の位置を1号車1〜5番に変更するとともに、最終の下り31号を伊予中山駅に停車とした[4]。
- 2025年（令和7年）3月15日：八幡浜駅 - 宇和島駅間を完全にワンマン運転化、日中の松山・八幡浜・宇和島駅の毎時発着時刻を統一[22]、その時間帯は全区間の所要時間が1時間33分とされた。